# Euboea Montes
Il Monte Eubea è una montagna situata su Io, una delle lune di Giove. Le sue coordinate sono 48°53′24″S 338°46′12″W. Ha  un'altezza di circa 10,5 km con un margine di incertezza di ±1 km. Si è formato per inclinazione di una placca di crosta, successivamente modificata da un'enorme frana.

## Caratteristiche Fisiche
Il Monte Eubea misura circa di 175 km x 240 km ed è situato a circa 40 km a est della caldera Creidne Patera. La montagna raggiunge un'altitudine massima di 10,5 km. È caratterizzata da un crinale curvo che la divide in due sezioni distinte: un ripido fianco meridionale, caratterizzato da piccole colline arrotondate, e un fianco settentrionale che presenta una pendenza di circa 6° verso nord-ovest. Alla base del versante settentrionale si trova un ampio deposito striato dai margini arrotondati.

## Formazione tettonica e frana
I ricercatori Paul M. Schenk e Mark H. Bulmer hanno analizzato immagini e dati altimetrici digitali fornite dalla sonda spaziale Voyager 1, confrontandoli con analoghe strutture terrestri per caratterizzare il Monte Eubea. Secondo i ricercatori, la montagna è costituita da un singolo blocco crostale, di forma poligonale e relativamente intatto. Questo blocco si sarebbe sollevato e inclinato di circa 6° lungo una faglia inversa. Il sollevamento avrebbe generato un grande smottamento lungo il fianco settentrionale della montagna.
Questo processo è direttamente collegato al riciclo della crosta di Io. I frammenti di crosta più vecchi vengono progressivamente forzati verso il basso, mentre nuovo materiale emerge in superficie. Durante questo processo, la vecchia crosta vulcanica subisce una compressione laterale. Schenk e Bulmer ritengono che questa compressione globale venga almeno parzialmente alleviata dal movimento delle faglie e dall'innalzamento di grandi blocchi di crosta. Un meccanismo analogo è osservabile sulla Terra nelle Black Hills del Dakota del Sud.
Schenk e Bulmer identificano l'ampio deposito sul fianco settentrionale come il risultato di uno smottamento e sottolineano come la forma del versante stesso suggerisca un cedimento del pendio. Il volume stimato dei detriti è di circa 20 000 km³. Se confermato, il campo detritico del Monte Eubea potrebbe essere uno dei più grandi del sistema solare, paragonabile agli smottamenti nella Valles Marineris, intorno all'Olympus Mons su Marte, o alle frane sottomarine sulla Terra.